# Mittagstisch

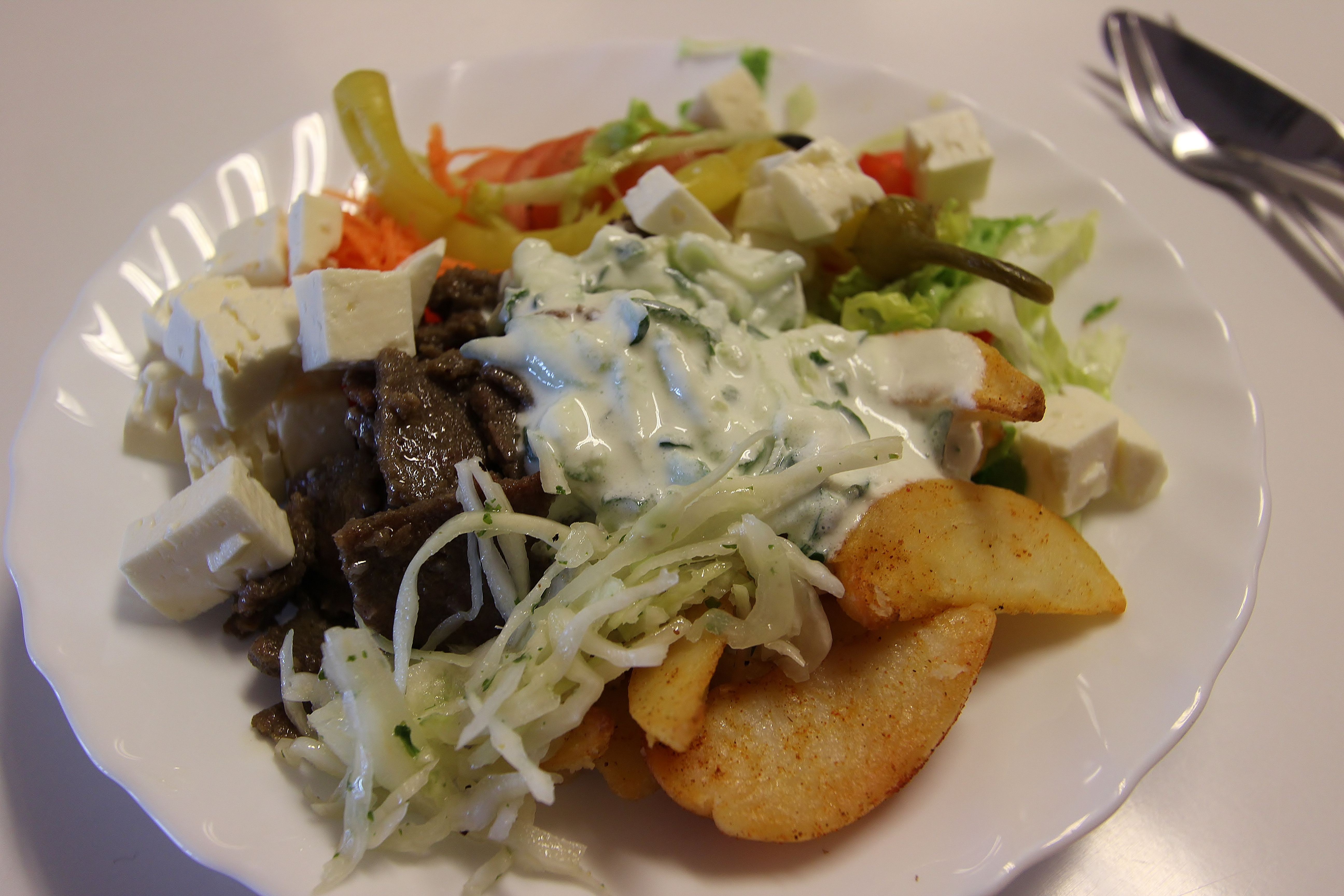
Schulessen (school lunch) in Schweden.

Ein Mittagstisch ist eine meist kostengünstige Mittagsverpflegung in der Gastronomie oder im Schulwesen.

## Deutschland
In Deutschland bezieht sich der Begriff mehrheitlich auf Angebote von Speisen, welche in Gastronomiebetrieben meistens nur montags bis freitags zur Mittagszeit angeboten werden. Die Speisen wechseln oftmals täglich oder wöchentlich und werden durch die Begrenzung auf eine geringe Auswahl von ein bis fünf Gerichten zu niedrigeren Preisen als die ständigen Angebote der Speisekarten angeboten.
Das Angebot ist im Wesentlichen für Berufstätige gedacht, die anstatt oder in Ermangelung einer Kantine am Arbeitsort für die tägliche Mittagsmahlzeit ein Restaurant aufsuchen möchten.
Ein Mittagstisch besteht wegen des niedrigeren Preises oft nur aus einem Teller mit manchmal sehr reduzierten Beilagen, kann aber auch ein Menü bestehend aus einer Kombination von Vorspeise, Hauptgang und Nachtisch sein.
Die Gerichte sind oftmals nur in einem begrenzten Zeitraum zur Mittagszeit (vergünstigt) im Angebot.

## Schweiz
In der Schweiz bezieht sich der Begriff mehrheitlich auf Angebote für Schülerinnen und Schüler aller Altersstufen. Ein Mittagstisch in diesem Sinne ist ein schulinternes Angebot zur kostengünstigen Verpflegung während der Mittagszeit. Meist ist auch eine pädagogische bzw. sozio-kulturelle Betreuung durch Lehrpersonen oder andere Fachkräfte integraler Bestandteil des Angebotes. Manchmal ist auch die Nachmittagsbetreuung oder Aufgabenhilfe Teil des Konzepts.
Mittagstische werden in der Schweiz meist durch die Gemeinden subventioniert. Sie stehen im Kontext der politischen Debatte zur Vereinbarkeit von Familie und Beruf. Die Anzahl der Angebote hat seit einigen Jahren vor allem in urbanen Gegenden der Schweiz stark zugenommen. Gegenwärtig gibt es nach Schätzungen in der ganzen Schweiz ca. 1000 bis 1200 Mittagstische (Stand Februar 2006).
Für viele Gemeinden stellt ein Mittagstisch-Angebot eine kostengünstige Alternative zu einer Tagesschule dar.

## Österreich
In Österreich werden die Begriffe Tagesmenü, Tagesteller oder Mittagsmenü verwendet. Diese haben dieselbe Bedeutung wie der Begriff Mittagstisch in Deutschland.